# كلارا شومان
كلارا شومان (بالألمانية: Clara Schumann) هي مؤلفة موسيقية ألمانية من أبرز عازفي البيانو في الفترة الرومانسية، وهي زوجة المؤلف الموسيقي روبرت شومان. اسمها قبل الزواج كلارا جوزفين فيك، ولدت بتاريخ 13 سبتمبر/أيلول 1819 في لايبزغ في ولاية ساكسونيا، وتوفيت بتاريخ 20 مايو/أيار 1896 في فرانكفورت في ولاية هسن الألمانية. بسبب موهبتها وقدراتها المميزة عرفت شومان باسم (الكاهنة العلية للموسيقى)، وذلك بسبب ما قدمته خلال 61 عاما من مسيرتها الفنية.

## نشأتها
نشأت كلارا في بيت فني، فقد كان والدها فريدريش فيك عالما للاهوت ولكنه ومنذ صغره كان مولعا بحب الموسيقى، فدرس العزف على البيانو - أداته الموسيقية المفضلة - وبعد ذلك أفتتح مصنع للبيانو ومكتبة لإعارة المؤلفات الموسيقية. انفصل فيك عن زوجته – والدة كلارا - ماريان ترومليتز وابنتهما لا تزال طفلة صغيرة، وكانت والدتها بدورها مغنية كونشرتو وأيضا عازفة بيانو من الطراز الرفيع.
بدأت كلارا وبتشجيع كبير من والدها بتعلم العزف على البيانو وهي في الخامسة من عمرها، حيث كرس الأب كل وقته لتربيتها وتنمية موهبتها الموسيقية لأبعد حد، فقام في سبيل ذلك بإخراجها من المدرسة ليتولى مهمة تعليمها بنفسه. وعندما بلغت العاشرة قدمت حفلتها الأولى مشتركة بالعزف مع تلميذة أخرى، لاحظتها حينها إحدى المجلات الموسيقية فكتبت عنها متوقعة لها مستقبلا مميزا كعازفة بيانو.
وفي عام 1835 ذاع صيتها في أوروبا كعازفة ولقبت بالطفلة المعجزة. وفي عام 1838 كرمت من قبل العرش الأمبراطوري النمساوي واختيرت لتكون عضو في جمعية أصدقاء الموسيقى (Gesellschaft der Musikfreunde) في فيينا.
عزفت كلارا الصغيرة أمام غوته والتقت بنيوكولا باتيني وفرانز ليست، وقامت برحلات عديدة داخل وخارج ألمانيا للقيام بحفلات موسيقية تحت رعاية والدها. أيضا اهتمت كلارا منذ صغرها بالتأليف الموسيقي، حيث أتمت أول مؤلفاتها (البولنديين الأربعة) عندما كانت في العاشرة، أتبع هذا العمل مؤلفات كثيرة مثل (فالسات رومانسية) و(سهرات موسيقية) وغيرها.

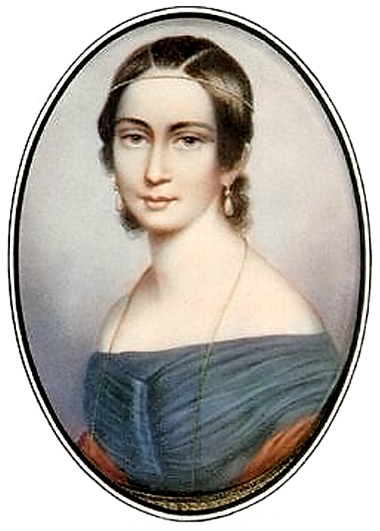
كلارا شومان لوحة لأندرياس ستوب استعملت لاحقا لطبع صورة كلارا على ورقة المئة مارك المالية الألمانية والتي أصدرت لأول مرة بتاريخ 2 يناير/كانون الأول عام 1996

## زواجها وحياتها المهنية
تعرفت كلارا بزوجها المستقبلي روبرت شومان عندما كان هذا الأخير تلميذا لوالدها فريدريش فيك يتعلم على يديه العزف على البيانو، وابتدأت بينهما قصة حب طويلة الفصول مذ كانت في السادسة عشرة من عمرها.
وبتاريخ 12 سبتمبر/أيلول عام 1840 تم عقد قرانهما وذلك رغم المعارضة الكبيرة التي أبداها والدها لذلك الزواج، وكان كلارا حينها أكثر شهرة من زوجها روبرت. قامت شومان بعد الزواج بالتوجه للقراءة فاهتمت بأدب غوته وشكسبير وانكبّت على دراسة مؤلفات بيتهوفن وشوبان وباخ. أنجبت كلارا ثمانية أولاد بين عامي 1841 و1854، واضطرتها الأعباء العائلية إلى الحد من نشاطها الموسيقي إلا أن ذلك لم يمنعها من التعليم في كونسيرفاتوار لايبزغ ومن التأليف الموسيقي ومن القيام بسفرات للعمل من وقت لأخر.
عام 1841 قدم الزوجان شومان عملهما المشترك الأول، وقامت كلارا بعزف أعمال روبرت في مختلف حفلاتها التي قدمتها في كل مكان حول أوروبا، مما ساهم بشكل كبير في شهرته في الوسط الفني والموسيقي. في عام 1853 وطدت كلارا وزوجها علاقة عمل حميمة بينهما وبين المؤلف الموسيقي الألماني يوهانس برامز، حافظت كلارا على تلك العلاقة حتى بعد وفاة زوجها روبرت عام 1856، وكان الوضع النفسي لهذا الأخير شديد الاضطراب في سنين حياته الأخيرة مما تسبب بتوتر في علاقته بزوجته كما أنه حاول الانتحار أكثر من مرة ليقضي بعدها بقية حياته في مصحة نفسية إلى أن فارق الحياة.
في عام 1878 أصبحت كلارا شومان أول معلمة بيانو في كونسرفاتوار فرانكفورت، وفي عام 1891 قدمت شومان وهي في الحادية والسبعين من عمرها حفلتها الموسيقية الأخيرة. وفي تاريخ 26 مارس/آذار من عام 1896 اُبتليت بالشلل وتوفيت بعد ذلك بفترة قصيرة ودُفنت بجانب زوجها روبرت شومان في بون بحسب وصيتها.

## وصلات داخلية
- روبرت شومان
- أعلام الموسيقى الكلاسيكية
- جوليا فيشر

## وصلات خارجية
- كلارا شومان على موقع IMDb (الإنجليزية)
- كلارا شومان على موقع الموسوعة البريطانية (الإنجليزية)
- كلارا شومان على موقع ميوزك برينز (الإنجليزية)
- كلارا شومان على موقع إن إن دي بي (الإنجليزية)
- كلارا شومان على موقع أول ميوزيك (الإنجليزية)
- كلارا شومان على موقع ديسكوغز (الإنجليزية)
- كلارا شومان على موقع ديسكوغز (الإنجليزية)
- الأعمال الكاملة لكلارا شومان

## اقرأ أيضا
- هلدجارد فون بنيجين